# Rheinwald Neuenburg
Das Naturschutzgebiet Rheinwald Neuenburg lag auf dem Gebiet der Stadt Neuenburg am Rhein  im Landkreis Breisgau-Hochschwarzwald in Baden-Württemberg.
Durch die Ausweisung des Naturschutzgebiets Trockenaue Neuenburg am Rhein am 9. August 2023 trat die Verordnung über das Naturschutzgebiet Rheinwald Neuenburg außer Kraft. Die Flächen wurden vollständig in das neue Schutzgebiet integriert.
Das Gebiet erstreckte sich westlich des Neuenburger Ortsteils Grißheim. Westlich des damaligen Schutzgebiets fließt der Rhein und verläuft die Staatsgrenze zu Frankreich, östlich verlaufen die A 5 und die Landesstraße L 134.

## Bedeutung
Das 34,0 ha große Gebiet stand seit dem 8. April 1968 unter der Kenn-Nummer 3.072 unter Naturschutz. Es handelte sich um Schotterflächen im Grundwasser-Absenkungsgebiet der Rheinaue. Kies steht bis zur Oberfläche an, Feinsand und Schlufflehm sind kaum beigemengt, nur in den Rinnen des alten Rheins besteht ein etwas höheres Wasserhaltevermögen. Die Schotterflächen sind bestockt mit einem Sanddorn-Trockengebüsch. Als Reste des einstigen Auwaldes existieren noch einzelne Exemplare von Ulmen, Eichen und Pappeln. In den Lücken des Trockengebüsches sind größere Flächen von Trockenrasen eingesprengt.